# Theodor Lechner
Theodor Lechner (* 6. August 1852 in Lauingen (Donau); † 25. Dezember 1932 in Ebenhausen) war ein deutscher Bauingenieur und Eisenbahn-Unternehmer.

## Leben
Lechner studierte nach dem Besuch der Realgymnasien in Augsburg und Regensburg Bauingenieurwesen an der Technischen Hochschule München und wurde dort Mitglied des Corps Vitruvia. Nach Ablegung des Staatsexamens wurde er zunächst bei den Königlich Bayerischen Staatseisenbahnen beschäftigt. 1880 trat er als Ingenieur für den Bau und Betrieb von Lokalbahnen bei der Lokomotivfabrik Krauß & Co. in München ein. 1886 gründete er das Lokalbahn-Bau- und Betriebsunternehmen Lechner & Krützner, aus dem 1887 die Lokalbahn Aktien-Gesellschaft hervorging. Unter Lechners Führung konnte das Unternehmen innerhalb der ersten zehn Jahre 714 Bahnkilometer ausführen. Das Aktienkapital wuchs auf 40 Millionen Mark an. Lechner widmete sich besonders dem Ausbau des elektrischen Betriebs, Anfang 1913 hatte die Lokalbahn AG bereits sechs Strecken damit ausgestattet. Die württembergische Strecke Meckenbeuren-Tettnang war die erste normalspurige elektrische Bahn Deutschlands, die sowohl dem Personen- als auch dem Güterverkehr diente.
1909 wurde Lechner der Ehrentitel Geheimer Kommerzienrat verliehen, 1911 der Ehrentitel Baurat, später Geheimer Baurat. Aus gesundheitlichen Gründen trat er 1912 von der Direktion der Lokalbahn AG zurück und wurde Vorsitzender des Aufsichtsrats. Ebenso blieb er Mitglied des Vorstands der Lausitzer Eisenbahn-Gesellschaft, Präsident der Salzburger Eisenbahn- und Tramway-Gesellschaft, zweiter Vorsitzender der Centralbank für Eisenbahnwerte in Berlin und Direktionsmitglied in vier ungarischen Bahngesellschaften. Im Mai 1912 wurde er auch Mitglied des Prüfungsausschusses für den höheren Staatsdienst.
Neben seinen unternehmerischen Verpflichtungen gehörte Lechner zwölf Jahre lang der Handelskammer München an. Er befasste sich dort auch mit allgemeinen wirtschaftlichen und verkehrstechnischen Fragen des Kanal- und Eisenbahnwesens. Besondere Beachtung fand 1900 sein Projekt einer Bebauung der Münchner Kohleninsel mit der Führung der Isartalbahn quer durch München über Föhring nach Ismaning und einer ergänzenden Untergrundbahn Hauptbahnhof–Kohleninsel–Ostbahnhof.
Lechner war als Mitglied des Vereins Deutscher Ingenieure (VDI) in dessen im bayerischen Bezirksverein aktiv, außerdem im Bayerischen Landesausschuss für Naturpflege und im Isartalverein.
Sein Sohn Theo Lechner war Architekt und Hochschullehrer in München.

## Auszeichnungen
Die Technische Hochschule München verlieh Lechner die Ehrendoktorwürde (als Dr.-Ing. E. h.).

## Schriften
- Die Privat-Eisenbahnen in Bayern. München / Berlin 1920.